# LATV
LATV (Latino Alternative Television Network) est un réseau de télévision américain bilingue de musique et de divertissement qui a pris naissance à Los Angeles par la chaîne KJLA (en) en 2001, et qui est distribué sous forme de sous-canal numérique sur plusieurs stations aux États-Unis.

## Affiliés
Arizona
- KPDF-CA (41.3) Phoenix
- KWBA (58.2) Tucson

Californie
- KTVU (2.2) San Francisco
- KSMS-TV (67.3) Monterey
- KSEE (24.3) Fresno
- KJLA (57.1) Los Angeles
- KVYE (7.2) El Centro/Yuma (Arizona)
- KVER-CA (4.2) Indio
- KPMR (38.3) Santa Barbara

Connecticut
- WUVN (18.4) Hartford

Colorado
- KCEC-TV (50.2) Denver
- KVSN (48.3) Colorado Springs

Washington
- WMDO-CA  (47.2) Washington

Floride
- WFTX-TV (36.2) Cape Coral/Fort Myers
- WJXT (4.3) Jacksonville
- WPLG (10.2) Miami
- WKMG-TV (6.2) Orlando
- WVEA-TV (62.2) Tampa
- WTVX (34.4) West Palm Beach

Géorgie
- WANN-LD (32.6) Atlanta
- WTBS-LD (26.4) Atlanta

Illinois
- WOCK-CD (13.3) Chicago

Massachusetts
- WUNI-TV (27.2) Boston

Mexico
- XHAS-TV (33.2) San Diego

Nouveau-Mexique
- KLUZ-TV (41.2) Albuquerque

New York
N'est plus distribué
Oklahoma
- KLHO-LP (31.3) Oklahoma City

Porto Rico
- WSJP-LP (30) (secondaire) Aguadilla

Rhode Island
- WLWC (28.2) Providence

Texas
- KFDA-TV (10.4) Amarillo
- KINT (26.3) El Paso
- KRGV-TV (5.2) Brownsville/Harlingen/McAllen
- KPRC-TV (2.3) Houston
- KAZD (55.4) Lake Dallas
- KSAT-TV (12.2) San Antonio
- KLDO (19.4) Laredo
- KWES-TV (9.2) Midland/Odessa
- KORO-TV (28.3) Corpus Christi

Utah
- KULX-CA (10.3) Salt Lake City